# Utajený var
Utajený var je jev (metastabilní stav) obvykle velmi čistých kapalin, které neobsahují mechanické částice umožňující vznik tzv. nukleačních center (místa vzniku přeměny vody na vodní páru – mikrobublinky, které se pak zvětšují s množstvím odpařené kapaliny) při zahřátí na teplotu označovanou jako bod varu. Tato nukleační centra vznikají snadněji na hranách mechanických částic a čím čistší kapalina je, tím obtížněji dochází k počátkům varu. Výsledkem pak může být možnost přehřátí kapaliny nad teplotu varu, aniž by v kapalině k varu skutečně došlo.
Větší riziko též přináší mikrovlnný ohřev, neboť při kontaktním ohřevu dochází k lokálnímu zvýšení teploty v místě kontaktu a tudíž snazšímu vzniku nukleačních center. U mikrovlnného může být ohřev rovnoměrnější a teplota se zvyšuje plynuleji v celém objemu kapaliny.
Vznik nukleačních center lze podpořit vesměs mechanicky, přidáním inertních mechanických částic (varných kamínků) případně mícháním, ať už excentrickým či přímým. Při vakuové destilaci se k zabránění vzniku utajeného varu používá varná kapilára, která do kapaliny propouští vzduch ve formě drobných bublinek, které slouží jako nukleační centra.
U zlata lze teplotu varu překročit i 14krát.
Dalšími metastabilními stavy jsou též přechlazení kapaliny příp. přehřátí pevné fáze. Viz také metastabilní termodynamická rovnováha.

## Rizika
Utajený var přináší riziko při neočekávaném přehřátí, jelikož po vzniku nukleačních center se tato šíří po celém objemu s teplotou vyšší než bod varu. Dochází k náhlé změně skupenství až do vyčerpání přebytečného kapacitního tepla.
E = tepelná kapacita * rozdíl teploty nad bod varu,
které se mění na teplo skupenské
E = hmotnost odpařené kapaliny * měrné skupenské teplo,
pozn. tepelná kapacita = celková hmotnost přehřáté kapaliny * měrná tepelná kapacita.

## Problémy při destilaci čistých kapalin (bez mechanických částic)
Po celou dobu destilace je nutné zajistit při teplotě varu promíchávání destilované kapalné fáze, protože jinak nastává přehřívání spodních vrstev kapaliny nad bod varu, což se po dosažení vyšší teploty projeví náhlým vykypěním provázeným opětovným zchlazením pod bod varu (v důsledku vypařování a promíchání s chladnéjší vrstvou). Po zklidnění opět nastává fáze přehřívání s opětovným následným vykypěním, takže výsledným projevem může být bouchání nebo kypění obsahu destilační baňky. Proto se musí zahřívaná směs míchat, případně se do ní přidávají tzv. varné kamínky, které zajišťují vznik nukleačních center už při dosažení teploty varu.